# Tricoryne simplex
Tricoryne simplex är en grästrädsväxtart som beskrevs av Robert Brown. Tricoryne simplex ingår i släktet Tricoryne och familjen grästrädsväxter. Inga underarter finns listade i Catalogue of Life.